# Arlington (Metro de Boston)
Arlington  es una estación en el Ramal B, el Ramal D, el Ramal E, línea Plata y el Ramal C de la línea verde del Metro de Boston. La estación se encuentra localizada en 20 Arlington Street en Boston, Massachusetts. La estación Arlington fue inaugurada el 13 de noviembre de 1921. La Autoridad de Transporte de la Bahía de Massachusetts es la encargada por el mantenimiento y administración de la estación.

## Descripción
La estación Arlington cuenta con 2 plataformas centrales y 2 vías. 

## Conexiones
La estación es abastecida por las siguientes conexiones: 
- Rutas de autobuses: 9